# 라파우 볼스키
라파우 볼스키(폴란드어: Rafał Wolski, 1992년 11월 10일, 폴란드 구오바초프 ~ )는 폴란드 출신의 미드필더이며 엑스트라클라사의 비스와 프워츠크에서 뛰고 있다.
볼스키는 2012년 5월 2일에 공개된 UEFA 유로 2012 폴란드 축구 국가대표팀 명단에 포함되었지만 출전하지는 못했다. 2012년 5월 22일에 열린 라트비아와 친선 경기(폴란드가 1-0으로 승리함)에서 데뷔하였다.